# Apeadeiro de Senhora da Lourosa
O Apeadeiro de Senhora da Lourosa, originalmente denominado de Barreiros, foi uma gare da Linha do Linha do Vouga, que servia a povoação de Barreiro e o Santuário de Nossa Senhora da Lourosa, no concelho de Oliveira de Frades, em Portugal.

## História
Este apeadeiro encontrava-se no troço entre Foz do Rio Mau e Ribeiradio, que entrou ao serviço em 4 de Novembro de 1913. A Linha do Vouga foi construída pela Compagnie Française pour la Construction et Exploitation des Chemins de Fer à l'Étranger.
Nos horários de 1939, esta interface aparecia com o nome de Barreiros.
Em 1 de Janeiro de 1947, a Companhia dos Caminhos de Ferro Portugueses passou a explorar a Linha do Vouga. O lanço da Linha do Vouga entre Sernada do Vouga e Viseu foi encerrado no dia 2 de Janeiro de 1990, pela empresa Caminhos de Ferro Portugueses.

## Leitura recomendada
- SILVA, José; RIBEIRO, Manuel (2007). Os Comboios em Portugal. Volume III 1.ª ed. Lisboa: Terramar - Editores, Distribuidores e Livreiros, Lda. 203 páginas. ISBN 978-972-710-408-6